# Enrico Martino

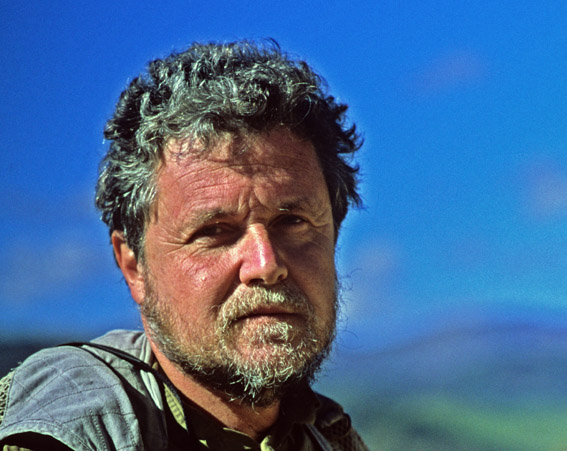

Enrico Martino (Turijn, 1960) is een Italiaans journalist en fotograaf.

## Biografie
Martino werkt sinds 1971 als freelance fotojournalist. Hij deed verslag van de hongersnood in Sahel in 1984, de Jom Kipoeroorlog, de  Golfoorlog uit 1991, de eerste verkiezingen van de Duitse Democratische Republiek, en het leven in Hongarije en Roemenië na de val van de Berlijnse Muur. Hij is tevens de eerste Italiaanse fotojournalist die een reportage mocht maken van de Parris Island Marine Corp Georgia.
Na 1985 ging hij zich specialiseren in geografische reportages, met vooral aandacht voor sociale en culterele aspecten. Zijn werk van de laatste jaren is vooral gericht op Latijns-Amerika, met name Mexico. Hier heeft hij veel reportages gemaakt over de inheemse bevolking. Hij heeft ook boeken gepubliceerd in Italië en Frankrijk, en persoonlijke tentoonstellingen in Turijn, Rome, Palermo, Padua, Mexico-Stad, Acapulco, Buenos Aires, Berlijn en Chicago.
Zijn foto’s worden bewaard in het Brits Museum van Londen, en het Hoog Commissariaat voor de Vluchtelingen in Genève.

## Boeken
- Liguria (A. Mondadori, Milaan, 1984)
- De ziel van de Indianen (EGA Editore, Turijn, 1992)
- Mensen bellen Torino (EGA Editore, Turijn, 1996)
- Mexico (Idealibri, Milaan, 1996)
- Bourgondische steen (Idealibri, Milaan, 1998)
- Italië (Vilo, Parijs 2003)
- Mexico (Giunti en uitgaand)

## Tentoonstellingen
- Reporter'70 (Turijn, 1979)
- De 35 dagen (Turijn, 1980)
- Toerisme en kunst centra (Milaan, 1981)
- Chiapas (Palermo, Messina, Catania, Padua, 1992)
- Baja California (Mexico-Stad, Querétaro, Acapulco, Buenos Aires, Berlijn, Milaan, Rome, 1994-1995)
- Gente di Torino (Turijn, 1997)
- Migrantes, inheemse naar Mexico-Stad (Chicago, 1999, Bologna 2006)